# Cityring (Odense)
 For alternative betydninger, se Cityring. (Se også artikler, som begynder med Cityring)
Cityring ofte benævnt Ring 1 eller (O1) er en cirka 5,4 km lang indre ringvej, der løber rundt om Odenses centrum. Vejen er med til at lede den tunge trafik uden om bymidten.
Ringvejen begynder på Vestre Stationsvej og løber først mod vest. Den fortsætter som Vesterbro og passerer Sønder Boulevard, hvorfra der er forbindelse til Odense Universitetshospital og Assens. Den fortsætter som Ansgargade, Kirkegårds Allé, Filosofgangen, Klosterbakken, Sankt Knuds Plads (ved Flakhaven), Albani Torv, Torvgade, Albanigade og Benediktsgade, hvorfra der er forbindelse til Nyborg. Vejen forsætter derefter videre som Frederiksgade, Brogade, Hans Mules Gade, Østre Stationsvej og ender til sidst i Vestre Stationsvej.